# Rallye Deutschland 2008

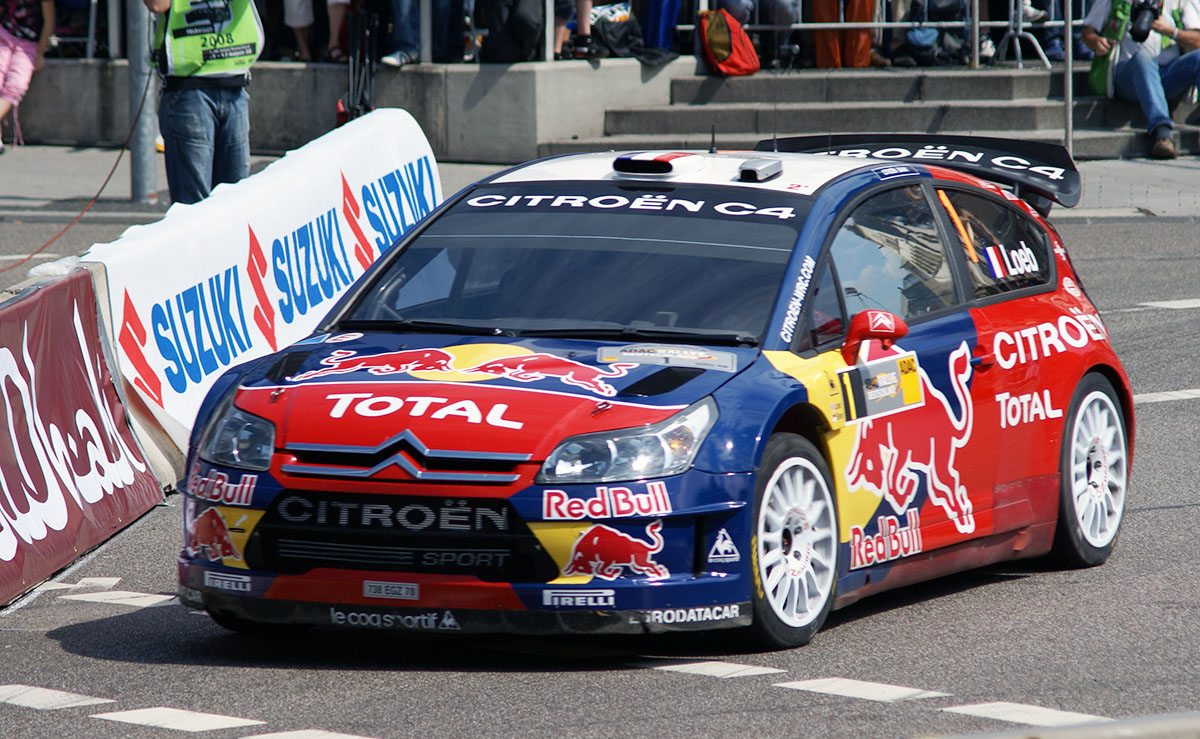
Sébastien Loeb und Daniel Elena (Citroën C4 WRC) in Trier 2008

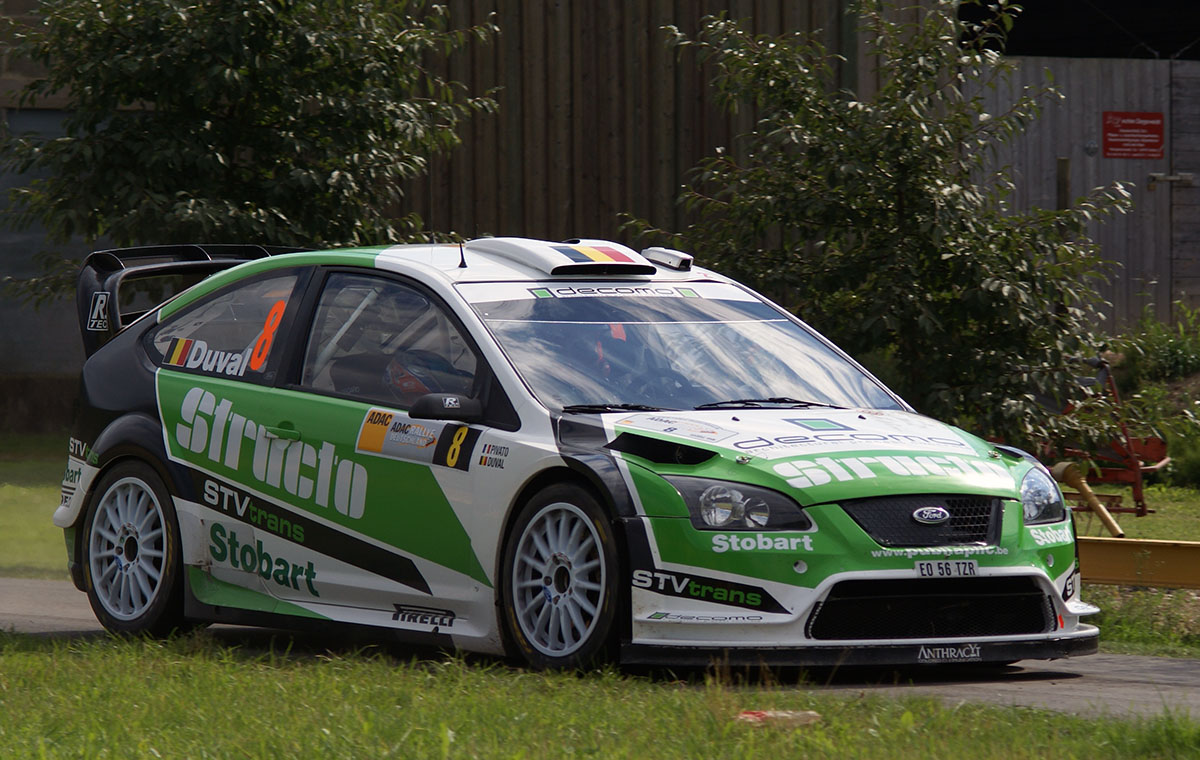
François Duval und Patrick Pivato (Ford Focus RS WRC) auf der zweiten Wertungsprüfung

Die 27. Rallye Deutschland war der zehnte von 15 FIA-Weltmeisterschaftsläufen 2008. Die Rallye bestand aus 19 Wertungsprüfungen und wurde zwischen dem 15. und dem 17. August ausgetragen.

## Bericht
Sébastien Loeb (Citroën) sicherte sich in Trier zum siebten Mal in Folge den Sieg bei der Rallye Deutschland. Loeb überholte mit diesem Erfolg in der Fahrer-Weltmeisterschaft Titelrivale Mikko Hirvonen (Ford), der nicht über den vierten Endrang hinausgekommen war. Loebs Teamkollege Daniel Sordo wurde Zweiter mit über 47 Sekunden Rückstand vor einem fehlerfrei fahrenden François Duval (Ford).
Den Grundstein für den Erfolg hatte Loeb bereits am Freitag gelegt. Auf sämtlichen Wertungsprüfungen fuhr der Citroën-Pilot die Bestzeit und zeigte der Konkurrenz stets das Heck. Einzig Sordo konnte anfangs noch mithalten und Hirvonen. Am Samstag drehte Loeb dann nochmals auf und distanzierte seine Mitstreiter deutlich.
In der letzten Wertungsprüfung am Sonntag ließ Loeb auch nichts mehr anbrennen. Rund um die Porta Nigra gab es ein besonders enges Duell. Auf der 4,37 Kilometer langen Schlussrunde fuhren Petter Solberg (Subaru), Loeb und Andreas Mikkelsen (Ford) exakt die gleiche Zeit von 3:22.4 Minuten, dementsprechend gab es keine Änderungen mehr am Endstand der Rallye auf den vorderen Rängen.
François Duval hatte sich schon mit der vierten Position abgefunden, profitierte allerdings von einem Reifenschaden Hirvonens und übernahm kampflos den dritten Rang. Trotz großer Anstrengungen konnte Hirvonen den dritten Platz nicht mehr zurückholen und gab sich schließlich mit Platz vier und fünf Weltmeisterschaftspunkten zufrieden.
Überschattet wurde die Rallye von einem schweren Unfall Gianluigi Gallis (Ford). Am Freitag war Galli in einem Waldstück verunglückt und hatte sich bei dem Unfall einen gebrochenen Oberschenkel zugezogen. Galli wurde noch am Abend operiert. Beifahrer Giovanni Bernacchini kam mit einigen blauen Flecken davon.

## Klassifikationen

### Endresultat
| Pos    | Fahrer             | Co-Pilot          | Auto               | Zeit      | Rückstand | Punkte |
| WRC    | WRC                | WRC               | WRC                | WRC       | WRC       | WRC    |
| ------ | ------------------ | ----------------- | ------------------ | --------- | --------- | ------ |
| 1      | Sébastien Loeb     | Daniel Elena      | Citroën C4 WRC     | 3:26:19.7 | 00:00.0   | 10     |
| 2      | Daniel Sordo       | Marc Martí        | Citroën C4 WRC     | 3:27:07.4 | 00:47.7   | 8      |
| 3      | François Duval     | Patrick Pivato    | Ford Focus RS WRC  | 3:27:39.7 | 01:20.0   | 6      |
| 4      | Mikko Hirvonen     | Jarmo Lehtinen    | Ford Focus RS WRC  | 3:27:49.8 | 01:30.1   | 5      |
| 5      | Petter Solberg     | Phil Mills        | Subaru Impreza WRC | 3:28:55.0 | 02:35.3   | 4      |
| 6      | Chris Atkinson     | Stéphane Prévot   | Subaru Impreza WRC | 3:31:05.6 | 04:45.9   | 3      |
| 7      | Henning Solberg    | Cato Menkerud     | Ford Focus RS WRC  | 3:31:55.9 | 05:36.2   | 2      |
| 8      | Urmo Aava          | Kuldar Sikk       | Citroën C4 WRC     | 3:31:57.5 | 05:37.8   | 1      |
| JWRC   |                    |                   |                    |           |           |        |
| 1 (19) | Sébastien Ogier    | Julien Ingrassia  | Citroën C2 S1600   | 3:47:36.0 | 21:16.3   | 10     |
| 2 (22) | Aaron Burkart      | Michael Kölbach   | Citroën C2 S1600   | 3:51:10.2 | 24:50.5   | 8      |
| 3 (25) | Alessandro Bettega | Simone Scattolin  | Renault Clio R3    | 3:52:50.4 | 26:30.7   | 6      |
| 4 (26) | Shaun Gallagher    | Paul Kiely        | Citroën C2 S1600   | 3:53:16.9 | 26:57.2   | 5      |
| 5 (30) | Simone Bertolotti  | Daniele Vernuccio | Renault Clio S1600 | 3:58:51.7 | 32:32.0   | 4      |
| 6 (34) | Kevin Abbring      | Björn Degandt     | Renault Clio R3    | 4:09:57.9 | 43:38.2   | 3      |
| 7 (36) | Andrea Cortinovis  | Giancarla Guzzi   | Renault Clio S1600 | 4:10:55.5 | 44:35.8   | 2      |
| 8 (38) | Florian Niegel     | André Kachel      | Suzuki Swift S1600 | 4:12:35.9 | 46:16.2   | 1      |

### Wertungsprüfungen
| Tag                           | WP                            | Name                 | Länge    | Start MESZ                                      | Gewinner                           | Co-Pilot                                            | Auto           | Zeit    | Ø km/h | Leader         |
| ----------------------------- | ----------------------------- | -------------------- | -------- | ----------------------------------------------- | ---------------------------------- | --------------------------------------------------- | -------------- | ------- | ------ | -------------- |
| Tag 1 (15. Aug.)              | WP1                           | Ruwertal / Fell 1    | 21,22 km | 09:13                                           | Sébastien Loeb                     | Daniel Elena                                        | Citroën C4 WRC | 11:31.6 | 110,5  | Sébastien Loeb |
| Tag 1 (15. Aug.)              | WP2                           | Grafschaft Veldenz 1 | 23,04 km | 10:26                                           | Sébastien Loeb                     | Daniel Elena                                        | Citroën C4 WRC | 13:14.4 | 104,4  | Sébastien Loeb |
| Tag 1 (15. Aug.)              | WP3                           | Moselland 1          | 9,82 km  | 11:19                                           | Sébastien Loeb                     | Daniel Elena                                        | Citroën C4 WRC | 05:29.3 | 107,4  | Sébastien Loeb |
| Tag 1 (15. Aug.)              | Service Trier 13:34 (30 Min.) |                      |          |                                                 |                                    |                                                     |                |         |        | Sébastien Loeb |
| Tag 1 (15. Aug.)              | WP4                           | Ruwertal / Fell 2    | 21,22 km | 14:52                                           | Sébastien Loeb                     | Daniel Elena                                        | Citroën C4 WRC | 11:28.7 | 110,9  | Sébastien Loeb |
| Tag 1 (15. Aug.)              | WP5                           | Grafschaft Veldenz 2 | 23,04 km | 16:05                                           | Sébastien Loeb                     | Daniel Elena                                        | Citroën C4 WRC | 13:12.3 | 104,7  | Sébastien Loeb |
| Tag 1 (15. Aug.)              | WP6                           | Moselland 2          | 9,82 km  | 16:58                                           | Sébastien Loeb                     | Daniel Elena                                        | Citroën C4 WRC | 05:26.2 | 108,4  | Sébastien Loeb |
| Tag 1 (15. Aug.)              | Service Trier 18:13 (45 Min.) |                      |          |                                                 |                                    |                                                     |                |         |        | Sébastien Loeb |
| Tag 2 (16. Aug.)              |                               |                      |          |                                                 |                                    |                                                     |                |         |        | Sébastien Loeb |
| Service Trier 06:25 (15 Min.) |                               |                      |          |                                                 |                                    |                                                     |                |         |        | Sébastien Loeb |
| WP7                           | Bosenberg 1                   | 19,12 km             | 08:18    | Sébastien Loeb                                  | Daniel Elena                       | Citroën C4 WRC                                      | 10:50.1        | 105,9   |        | Sébastien Loeb |
| WP8                           | Freisen / Westrich 1          | 16,16 km             | 08:51    | Sébastien Loeb                                  | Daniel Elena                       | Citroën C4 WRC                                      | 09:26.9        | 102,6   |        | Sébastien Loeb |
| WP9                           | Birkenfelder Land 1           | 14,22 km             | 09:26    | Sébastien Loeb                                  | Daniel Elena                       | Citroën C4 WRC                                      | 07:57.1        | 107,3   |        | Sébastien Loeb |
| WP10                          | Panzerplatte 1                | 30,38 km             | 10:44    | Sébastien Loeb                                  | Daniel Elena                       | Citroën C4 WRC                                      | 17:44.5        | 102,7   |        | Sébastien Loeb |
| Service Trier 12:49 (30 Min.) |                               |                      |          |                                                 |                                    |                                                     |                |         |        | Sébastien Loeb |
| WP11                          | Bosenberg 2                   | 19,12 km             | 14:57    | Sébastien Loeb                                  | Daniel Elena                       | Citroën C4 WRC                                      | 10:50.6        | 105,8   |        | Sébastien Loeb |
| WP12                          | Freisen / Westrich 2          | 16,16 km             | 15:30    | Sébastien Loeb                                  | Daniel Elena                       | Citroën C4 WRC                                      | 09:30.4        | 102,0   |        | Sébastien Loeb |
| WP13                          | Birkenfelder Land 2           | 14,22 km             | 16:05    | Sébastien Loeb                                  | Daniel Elena                       | Citroën C4 WRC                                      | 07:56.3        | 107,5   |        | Sébastien Loeb |
| WP14                          | Panzerplatte 2                | 30,38 km             | 17:23    | Daniel Sordo                                    | Marc Martí                         | Citroën C4 WRC                                      | 17:41.5        | 103,0   |        | Sébastien Loeb |
| Service Trier 18:58 (45 Min.) |                               |                      |          |                                                 |                                    |                                                     |                |         |        | Sébastien Loeb |
| Tag 3 (17. Aug.)              |                               |                      |          |                                                 |                                    |                                                     |                |         |        | Sébastien Loeb |
| Service Trier 06:25 (15 Min.) |                               |                      |          |                                                 |                                    |                                                     |                |         |        | Sébastien Loeb |
| WP15                          | Dhrontal 1                    | 22,09 km             | 07:28    | François Duval                                  | Patrick Pivato                     | Ford Focus RS WRC                                   | 14:23.1        | 92,1    |        | Sébastien Loeb |
| WP16                          | Moselwein 1                   | 18,08 km             | 08:03    | François Duval                                  | Patrick Pivato                     | Ford Focus RS WRC                                   | 10:43.9        | 101,1   |        | Sébastien Loeb |
| Service Trier 09:53 (30 Min.) |                               |                      |          |                                                 |                                    |                                                     |                |         |        | Sébastien Loeb |
| WP17                          | Dhrontal 2                    | 22,09 km             | 10:41    | François Duval                                  | Patrick Pivato                     | Ford Focus RS WRC                                   | 14:15.7        | 92,9    |        | Sébastien Loeb |
| WP18                          | Moselwein 2                   | 18,08 km             | 11:16    | François Duval                                  | Patrick Pivato                     | Ford Focus RS WRC                                   | 10:45.4        | 100,8   |        | Sébastien Loeb |
| 19WP                          | Circus Maximus Trier          | 4,37 km              | 13:08    | Sébastien Loeb Andreas Mikkelsen Petter Solberg | Daniel Elena Ola Fløene Phil Mills | Citroën C4 WRC Ford Focus RS WRC Subaru Impreza WRC | 03:22.4        | 77,7    |        | Sébastien Loeb |
| Service Trier 13:31 (10 Min.) |                               |                      |          |                                                 |                                    |                                                     |                |         |        | Sébastien Loeb |

Quelle:

### Gewinner Wertungsprüfungen
| WP       | Anzahl | Fahrer            | Auto               |
| -------- | ------ | ----------------- | ------------------ |
| 1–13, 19 | 14     | Sébastien Loeb    | Citroën C4 WRC     |
| 15–18    | 4      | François Duval    | Ford Focus RS WRC  |
| 14       | 1      | Dani Sordo        | Citroën C4 WRC     |
| 19       | 1      | Petter Solberg    | Subaru Impreza WRC |
| 19       | 1      | Andreas Mikkelsen | Ford Focus RS WRC  |

### Fahrer-WM nach der Rallye
| Pos. | Fahrer             | Punkte |
| ---- | ------------------ | ------ |
| 1    | Sébastien Loeb     | 76     |
| 2    | Mikko Hirvonen     | 72     |
| 3    | Dani Sordo         | 43     |
| 4    | Chris Atkinson     | 40     |
| 5    | Jari-Matti Latvala | 34     |

### Team-Weltmeisterschaft
| Pos. | Team        | Punkte |
| ---- | ----------- | ------ |
| 1    | Citroën WRT | 123    |
| 2    | Ford WRT    | 115    |
| 3    | Subaru WRT  | 69     |
| 4    | Stobart WRT | 51     |